# フクロウの声が聞こえる
「フクロウの声が聞こえる」（ふくろうのこえがきこえる）は、小沢健二とSEKAI NO OWARIの楽曲。2017年9月6日にVirgin Musicからシングルとしてリリースされた。

## 概要
小沢健二としては、20枚目のシングルとなり、コラボレーションシングルとしては1994年に小沢健二 featuring スチャダラパー名義で発売された『今夜はブギー・バック (nice vocal)』以来23年ぶりである。
表題曲、およびカップリングの「シナモン (都市と家庭)」は、2016年に行われた全国ツアー『魔法的 Gターr ベasス Dラms キーeyズ』で披露された楽曲である。
ジャケット画は松本大洋の描き下ろしによるもので、前作「流動体について」と同様7インチレコードのサイズでリリースされた。
10月4日には、今作に収録されている「フクロウの声が聞こえる」「シナモン（都市と家庭）」および、前作「流動体について」とそのカップリングである「神秘的」がiTunes Storeにて配信リリースされた。小沢健二の楽曲がデジタル配信されるのはこれが初である。

## 背景
2017年7月29日、FUJI ROCK FESTIVAL '17に小沢健二が出演し、会場にて「フクロウの声が聞こえる」が9月6日に発売されることが発表された。
9月1日、渋谷のマルイの壁面に今作の大型広告が掲示され、本作が他アーティストとのコラボレーションであることが明らかになった。広告では共演アーティストの詳細が隠されており、9月3日に張り替えられた広告にて、SEKAI NO OWARIとのコラボレーションであることが発表された。
小沢とSEKAI NO OWARIのメンバーは以前から交流があり、彼らの出会いのきっかけに、SEKAI NO OWARIのFukase、Nakajin、Saoriと幼馴染であるファンタジスタさくらだとその夫でかつて小沢と「今夜はブギー・バック」でコラボレーションしたことがあるBoseが関わっていることが明かされている。また、小沢は前作「流動体について」のレコーディング時にNakajinからギターを借りていた。

## 収録曲
全曲 作詞・作曲：小沢健二
1. フクロウの声が聞こえる I Hear an Owl（4:59）
（編曲：小沢健二・SEKAI NO OWARI / オーケストラ編曲：服部隆之）
小沢健二とSEKAI NO OWARI名義。
『魔法的 Gターr ベasス Dラms キーeyズ』および『FUJI ROCK FESTIVAL '17』ではブラス主体のアレンジとなっていたが、本作に収録のものではストリングスやテルミンなどの楽器を多用した幻想的なアレンジとなっている。また、歌詞も一部変更されている。
小沢の第2子である次男「天縫（あまぬ）」の名前は、本作の歌詞「天を縫い合わす飛行機」というフレーズから引用された[9]。
6thアルバム『So kakkoii 宇宙』には、小沢単独での歌唱となる音源が「フクロウの声が聞こえる (魔法的オリジナル)」というタイトルで収録されており[10][11]、シングルバージョンはアルバム未収録となっている。
2. シナモン (都市と家庭) Cinnamon (Cities & Households)（3:32）
（編曲：小沢健二）
小沢健二名義。
ハロウィーンをテーマとした楽曲[12]。
2018年8月31日に本作と「流動体について」「強い気持ち・強い愛」のリリックビデオが同時公開された[13]。
3. フクロウの声が聞こえる　instrumental（5:00）
4. シナモン (都市と家庭)　instrumental（3:28）

## パーソネル
フクロウの声が聞こえる
- 小沢健二 - Lead and More Vocals, Guitars
- Fukase - Lead and More Vocals
- Nakajin - Even More Vocals, Guitars, 渦を巻くGibson Les Paul
- Saori - Even More Vocals, Acoustic Piano（Steinway  C-227）
- DJ LOVE - Even More Vocals, Guitar, Moog Theremini as premiered in Mahoteki 2016
- 土方隆行：Guitars
- 白根佳尚 - Drums
- 中村キタロー - Bass
- 木村誠 - Percussion
- 中西康晴 - Keyboard
- 服部隆之 - Conducted
- 室屋光一郎 - Concert Master

シナモン (都市と家庭)
- 小沢健二 - Stratocaster "in-between position" Solo, Classical Guitar（L-Channel） & Vocals
- 土方隆行 - Electric Guitar（R-Channel）
- 白根佳尚 - Drums
- 中村キタロー - Synth Bass
- 木村誠 - Percussion
- 中西康晴 - Electric Piano
- 一十三十一 - More Vocals

## テレビ出演
フクロウの声が聞こえる
- 2017年9月8日 テレビ朝日『ミュージックステーション』[7]

シナモン（都市と家庭）
- 2017年10月5日 NHK総合『SONGS』[14][15]

## 収録アルバム
フクロウの声が聞こえる
- So kakkoii 宇宙（魔法的オリジナル）

シナモン (都市と家庭)
- So kakkoii 宇宙